# Frank T
Franklin Tshimini Nsombolay,   (Kinsasa, 10 de abril de 1973),  artísticamente conocido como Frank T, es un rapero español.

## Biografía
Nacido el 10 de abril de 1973 en Kinsasa (Zaire, actual República Democrática del Congo), emigró a España a la edad de 2 años.  Es el hermano mayor de los también raperos Kultama, Sr. T.Cee y Shogun XL.
Su padre trabajó como traductor en Zaire, actual República Democrática de Congo, en el mítico combate entre Muhammad Ali contra George Foreman. Le propusieron trabajar en los Estados Unidos, pero debía viajar por su propia cuenta. Toda la familia de Frank T viajó a España para desde allí viajar a su destino en los Estados Unidos, pero nunca recibieron el visado y finalmente se instalaron en Madrid.

### Carrera profesional
A finales de los años ochenta comenzó a escribir sus primeras letras de rap, teniendo como única referencia los grupos de hip hop procedentes de los Estados Unidos, por lo que para esos primeros rapeos utilizaba una extraña mezcla de castellano e inglés. Algunas de estas letras formaron parte de la primera maqueta de su grupo Top Producciones.
Junto con otros raperos (Jota Mayúscula, Kamikaze, El Meswy, PacoKing y Supernafamacho) de la periferia de Madrid (Alcorcón, Torrejón de Ardoz...) fundó el grupo El Club de los Poetas Violentos, con el que grabó en 1994 Madrid Zona Bruta, álbum que tuvo una influencia decisiva en la consolidación del rap en español.[cita requerida] Para algunos críticos, entre ellos, el propio Frank T, este fue «el primer disco de rap que se realizó en serio en España».[cita requerida]
Posteriormente abandonó el grupo para continuar su carrera en solitario. En el primer disco de esta nueva etapa, Konfusional (1996) (el cual tuvo una reedición con nuevas bases musicales), ya se puede apreciar el peculiar sonido que evolucionaría hasta dar fruto a Los pájaros no pueden vivir en el agua porque no son peces (1998), su segundo álbum. Las letras las escribió trabajando en Cedasa. Este álbum fue el que lo consagró definitivamente como uno de los grandes MC's de la escena. A pesar de ello, Frank T considera que sobran la mayoría de los terceros párrafos en las canciones. El tema La gran obra maestra, incluido en el álbum, supuso un punto de inflexión en su carrera, ya que sonó en bastantes radios y gustó a gente ajena al hip hop. Según sus palabras:

Recuerdo casi todos los detalles de aquella época. Acentué mi preocupación social, y el tono de compromiso es el que marcó la tendencia lírica de ese disco. Las bases, a excepción de una hecha por Jota Mayúscula, las hice yo; pero J. C. Moreno es el que lo hizo sonar con arreglos importantes en algunas bases. Su trabajo fue determinante. Por aquel entonces había poco más de media docena de discos de rap publicados y aún se consideraban importantes las maquetas. Eran los días dorados de CPV, 7 Notas 7 Colores y La Puta Opepé.(...) Pero lo que marcó ese disco fue una canción, La gran obra maestra, que se convirtió así como un hit y provocó que muchos más medios no especializados se interesaran aún más por mi trabajo y también por lo que estaba ocurriendo con el rap en España. Musicalmente esa época coincidió con uno de los momentos más álgidos del hip hop francés y eso hizo que me influenciara un poco con el estilo musical que se hacía ahí. Recurrí bastante a la música clásica, algo que ya había en la nueva edición de primer disco y funcionó, de ahí el éxito de La gran obra maestra.(...) En resumen, este disco me abrió muchas puertas. De hecho, empecé a producir discos y canciones sueltas a otros artistas como El Chojín, Arianna Puello o SFDK. Fui el primer artista de rap en actuar en festivales donde aún no habían participado raperos, portada en periódicos musicales, entrevistado en televisiones importantes, etc. Quizás por todo eso, por el momento en que se hizo y lo que se consiguió con él, este disco fue y es tan importante. Muchos dicen que es mi mejor disco, pero para mí, y a pesar de todos los elogios hacia él... ni de lejos." Frank T

Más adelante vendrían "
Frankattack (1999), 90 kilos (2001) y Sonrían por favor (2006). En 2010 saca al mercado un nuevo disco, titulado "
Soy una tostadora. En este último trabajo se percibe una clara influencia en las instrumentales de la música electro y especialmente de la old school.
Cabe destacar además su participación como locutor en El rimadero junto a Jota Mayúscula, el programa radiofónico sobre hip hop de Radio 3 (perteneciente al ente público Radiotelevisión Española). Este trabajo le permitió entrar en contacto con numerosos profesionales y principiantes del hip hop español.
En 2004, Frank T volvió a presentar un programa de radio, de nombre La cuarta parte, donde hasta septiembre de 2008 se podía escuchar aparte de rap, R&B, funk o soul, ahora el programa está especializado única y exclusivamente a la música rap. Durante los primeros meses del programa estuvo como colaborador El Langui, uno de los componentes del grupo de rap La Excepción, también participó Miguel Sutil, periodista, DJ y experto en música funky. 
Sus colaboraciones no se remitieron solo al ámbito de la radio, sino también al periodístico, pues estuvo varios meses colaborando en el periódico 20 minutos con una sección llamada Hip-hop por escrito. Sus artículos eran opiniones políticas y sociales expresadas poéticamente, pero finalmente por falta de tiempo abandonó este proyecto.
También ha sido productor de diversos grupos como SFDK, Zenit, Shuga Wuga, El Chojin, La Excepción o Arianna Puello. Actualmente está produciendo a nuevos MC´s como Guerra, Artes o Shogun XL.
En sus canciones encontramos numerosas referencias a las películas de ciencia ficción, de las que se declara un gran aficionado. De hecho, alguna vez ha usado el alias de Skynet, en referencia a Terminator. Su pasión por el cine le ha llevado a participar como actor en la película Orígenes secretos de David Galán Galindo interpretando a Heimdall, el guardian del Bifröst. Volvió a trabajar con el director en Gora Automatikoa donde interpreta a Vatmann, un personaje que parodia a Batman.
Actualmente presenta La cuarta parte en Radio 3 y forma parte del podcast No hay negros en el Tíbet en Podium Podcast.

## Discografía

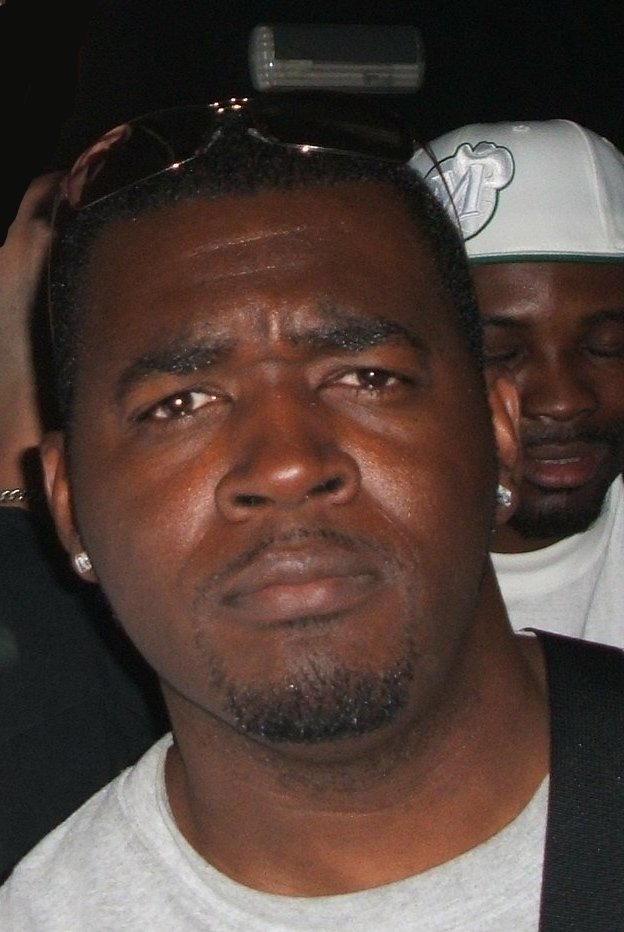
Frank-T en el año 2005, con Meko detrás.

### Con El Club de los Poetas Violentos
- Maqueta (Maqueta) (1993)
- Madrid zona bruta (LP) (Yo gano, 1994)

### En solitario
- Konfusional (LP) (Yo Gano, 1996)
- Los pájaros no pueden vivir en el agua porque no son peces (LP) (Zona Bruta, 1998)
- La gran obra maestra (Maxi) (Zona Bruta, 1998)
- Frankattack (LP) (Zona Bruta, 1999)
- 90 kilos (LP) (Zona Bruta, 2001)
- Sonrían por favor (LP) (Zona Bruta, 2006)
- Frank t Presenta (mixtape) (Universal Music, 2008)
- Soy una tostadora (LP) (Zona Bruta, 2010)
- Los negros también iremos a la luna (LP) (Warner Music) (2016)
- Arroz (LP) (Zona Bruta, Warner Music, 2021)

## Colaboraciones
- Dave Bee "Comunicologia vol.1" (1997)
- SFDK "Carisma" (Siempre fuertes, 1999)
- Khosmaker "Klonik" (1999)
- El Chojin "Mi Turno" (1999)
- Zeta "Guateque" (1999)
- Arianna Puello "Gancho perfecto" (1999)
- Violadores del Verso "Línea de 4" (2001)
- Hablando en plata "A sangre fría" (2001)
- Poison "Ak-Rap-Erro" (2001)
- El Chojin "Solo para adultos" (2001)
- Shuga Wuga "Malizzia" (2001)
- Falsalarma "La Misiva" (2002)
- Guateque All Stars "Guateque all stars" (2002)
- Dnoe "Que piensan las mujeres 1: Personal" (2003)
- Zenit "Producto infinito" (2003)
- Arianna Puello "Así lo siento" (2003)
- Tote King Uno contra 20 mc´s"Música para enfermos" (2004)
- Doshermanos "Aunque las cosas se pongan feas" (Format C:, 2003)
- R de Rumba "No vayas" (R de Rumba, 2004)
- 995 "K2: Kompetición II" (2004)
- Elphomega "Homogeddon" (2005)
- Bagdad Rap "Banda sonora original" (2005)
- Varios "Tiempo de kambio" (2006)
- Carlos Jean "Your rap is sad" (2006)
- Korazón Crudo "El último romántico" (2006)
- Primizia "Primera Página" (2006)
- El Sicario "La ley de Ohm" (2007)
- Bagdad Rap Para el que compuso la canción, "La palabra como un arma"
- Shogun XL "2099" (2009)
- Guerra "Diselo" (2009)
- Dr. Libido "El comienzo de la utopía" (2009)
- Cuarto Mecánico "Feliz sin su quimera" (2010)
- One Stigmah "Halloween" (2010)
- Toteking & Shotta "Sanse" (2012)
- Spot San Miguel " Everyting you didn't do " (2012)
- Passport "Espectros" Igualdad (con Violadores del Verso) (2013)